# Костылев, Леонид Евгеньевич
Леони́д Евге́ньевич Ко́стылев (род. 8 мая 1989, Октябрьский) — российский боксёр лёгкой и полусредней весовых категорий, выступает за сборную с 2008 года. Чемпион России, чемпион Европы, мастер спорта международного класса. На соревнованиях представляет Башкортостан, член физкультурно-спортивного общества «Динамо».

## Биография
Леонид Костылев родился 8 мая 1989 года в городе Октябрьский, Башкортостан. Активно заниматься боксом начал в одиннадцатилетнем возрасте в детско-юношеской спортивной школе № 1 у тренера Василия Савкина, позже присоединился к спортивному обществу «Динамо», став сотрудником отдела внутренних дел Чишминского района. Первого серьёзного успеха на ринге добился в 2006 году, когда попал в число призёров первенства России, одержал победу на чемпионате Приволжского федерального округа и получил золотую медаль по итогам матчевой встречи Россия — сборная мира. Год спустя стал лучшим на чемпионате Вооружённых сил.
В 2008 году Костылев выиграл национальное первенство в лёгком весе и благодаря этой победе заслужил право представлять страну на чемпионате Европы в Ливерпуле, где впоследствии одолел всех своих соперников и завоевал тем самым золотую медаль — за это достижение ему присвоено звание мастера спорта международного класса. В 2009 году занял на чемпионате России второе место, в 2010-м третье. Несмотря на впечатляющие результаты, далее в карьере Леонида Костылева наступил резкий спад, в двух последующих годах на первенствах России он вылетал из борьбы уже на ранних стадиях, кроме того, из-за проблем со сгонкой веса ему пришлось перейти в полусреднюю категорию.